# 第2号交响曲 (勃拉姆斯)
D大调第2号交响曲，作品73，由約翰尼斯·布拉姆斯于1877年创作。与花了21年时间才完成的第1号交响曲相比，这部作品的创作期相當短。

## 背景
勃拉姆斯在1877年夏季造访韦尔特湖畔珀查赫时，開始著手第2號交響曲的寫作，彼時他仍忙於第1號交響曲的鋼琴四手聯彈改編。由克拉拉·舒曼的信上可得知，第1樂章在9月24號已經完成。10月3日，勃拉姆斯在鋼琴上演奏第1樂章，克拉拉在日記中記道：「比起第1號交響曲的第1樂章，這個樂章更加具有原創性。他亦演奏了部分的第4樂章，同樣令我感到滿意。這首溫暖、巧筆的作品將會較第1號交響曲得到更大的成功。」

### 首演
原先，勃拉姆斯計劃在首演前使用柏林的一個中學生樂團進行排練，但這個規劃並沒有成真。1877年12月30日，汉斯·里希特指挥维也纳爱乐乐团完成了此曲的首演。沃尔特·弗里施指出，首演原定于12月9日举行，但“讽刺的是，（由于）乐手们太忙于学习理查德·瓦格纳的《萊茵的黃金》，所以不得不推迟。” 事實上，則是抄譜員無法在期限內完成分譜的製作，而導致了首演時間的改動。
1878年1月10日，作曲家本人在萊比錫亦指揮了第2號交響曲演出，這次演出的評價稍遜於維也納的首演。在1月13日致樂譜商弗里茨·西姆羅克的信上，甚至討論了是否應該重譜第1樂章的想法，不過最後沒有實踐。相較於此，第3樂章則是自一開始便受到歡迎，在許多場合都被要求加演。

### 出版
本曲的總譜與鋼琴四手聯彈改編譜皆由勃拉姆斯親自校訂，西姆羅克印行，於1878年6月及7月分別出版。

## 分析
这部作品时长一般为40到50分钟，共四樂章：
1. 勿太過的快板（Allegro non troppo）
2. 適中的慢板－保持速度且優雅（Adagio non troppo－L'istesso tempo, ma grazioso）
3. 優雅的稍快板，接近小行板速度－不過促的急板（Allegretto grazioso, quasi andantino－Presto ma non assai）
4. 富精神的快板（Allegro con spirito）

### 配器
这部作品的配器包括2支长笛，2支双簧管，2支单簧管，2支巴松管，4支法國號，2支小号，3支长号，低音號，定音鼓和弦乐器组。

## 軼事
- 第2号交响曲中兴高采烈和近乎田园的气氛，常常使人们将其与贝多芬的第6号交响曲比较。但是，勃拉姆斯在1877年11月22日写信给弗里茨·西姆羅克，也许是调皮地说交响曲“太忧郁了，您将无法忍受。我从未写过如此伤感的作品，必须在哀悼中印出总谱。”[1][3]